# Paul Smart (Segler)
Paul Hurlburt Smart (* 13. Januar 1892 in Yarmouth, Kanada; † 22. Juni 1979 in Darien, Connecticut) war ein US-amerikanischer Segler.

## Erfolge
Paul Smart nahm an den Olympischen Spielen 1948 in London mit seinem Sohn Hilary in der Bootsklasse Star teil. Mit ihrem Boot Hilarious gewannen sie zwei der sechs Wettfahrten und beendeten die Regatta mit 5828 Gesamtpunkten auf dem ersten Platz, womit sie vor dem kubanischen und dem niederländischen Boot Olympiasieger wurden. Bei Weltmeisterschaften gewann er 1948 in Cascais mit seinem Sohn die Bronzemedaille.
Smart erwarb Abschlüsse in Rechtswissenschaften an der Harvard University und der University of Oxford. Während des Ersten Weltkriegs diente er als Leutnant bei der Artillerie und wurde unter anderem mit dem Silver Star, dem Distinguished Service Cross und dem Purple Heart ausgezeichnet. Nach dem Krieg arbeitete er zunächst als Rechtsanwalt, ehe er als Investmentbanker tätig wurde.